# Заворушення у Фергюсоні
Акції протесту та масові заворушення у місті Фергюсон (штат Міссурі, США) почалися після вбивства поліцейським беззбройного 18-річного чорношкірого юнака Майкла Брауна, яке сталося 9 серпня 2014 року. Задля встановлення правопорядку в місті поліція встановила комендантську годину та направила до Фергюсона сили спецпризначенців. Поряд з мирними протестами у місті почалися мародерство та насильницькі погроми. Нова хвиля безпорядків спалахнула після 24 листопада, коли суд присяжних вирішив не ув'язнювати Майкла Брауна. Протестувальники підозрюють у діях білого поліцейського расистські мотиви для вбивства.